# すまし
すましは、かつて東北地方の北部で使用されていた調味料である。味噌を煮溶かした湯を濾した液体で、かつては醤油の代用として、野菜のおひたしやうどん、煮しめなどの味付けに用いられてきた。現在では醤油が普及したため、ほとんど使用されなくなっている。

## 作りかた
1. 五升炊きの大鍋に湯を沸かし、ここに自家製の玉味噌（豆麹の味噌）を丼に4杯分入れる。
2. 10分ほど煮立て、味噌を完全に煮溶かす。
3. 煮汁を麻布の袋に入れて桶の上に吊るす。自然に滴り落ちてくる液が「すまし」である。

## すましを使用する料理
- うどん
- 煮しめ
- はっと
- ひっつみ
- けの汁